# Климат Читы
Климат Читы — резко континентальный с небольшим количеством осадков. Средняя годовая температура воздуха составляет −2.7 °С, влажность воздуха — низкая. Преобладают ветра небольшой скорости западного и северо-западного направлений. Малое количество осадков связано с расположением города в Читино-Ингодинской впадине, ограниченной хребтами Яблоновым и Черского, а низкая влажность — с удалённостью от океанов. Для Читы, как и Забайкальского края в целом, характерно большое солнечное сияние.

## Прочее
Атмосферное давление в Чите колеблется от 699 до 709 мм ртутного столба. Ветры имеют главным образом западное и северо-западное направление. Влажность воздуха не превышает 85 %. Более холодно в речных районах: Ингодинском и Центральном. Метеостанция в Чите одна: на западе города.